# Рада народних міністрів УНР
Рада народних міністрів УНР — виконавчий орган влади в УНР, попередня назва Генеральний Секретаріат Української Центральної Ради.
Існувала від 22 січня 1918 року (запроваджена IV Універсалом) до гетьманського перевороту (29 квітня 1918 року, див. Гетьманський уряд) та під час Директорії Української Народної Республіки.
Рада Народних Міністрів творилася на основі домовленностей головних партій про склад кабінету й затверджувалася Українською Центральною Радою. Склад Ради Народних Міністрів пропонував голова УЦР, забезпечивши для неї підтримку більшости членів УЦР.

## Перший склад Ради Народних Міністрів у січні 1918 року
| Посада                            | Час повноважень | Партія                             | Портрет | Ім'я                             |
| голова і міністр внутрішніх справ |                 | УСДРП                              |         | Володимир Винниченко             |
| товариш міністра                  |                 | УПСФ                               |         | І. Красковський                  |
| товариш міністра                  |                 |                                    |         | О. Карпинський                   |
| товариш міністра                  |                 |                                    |         | Л. Абрамович                     |
| міністр закордонних справ         |                 | УПСФ                               |         | Шульгин Олександр Якович         |
| міністр війська і праці           |                 | УСДРП                              |         | Порш Микола Володимирович        |
| товариш міністра війська і праці  |                 | УПСР                               |         | Жуківський Олександр Тимофійович |
| міністр судових справ             |                 | УСДРП                              |         | Ткаченко Михайло Степанович      |
| міністр продовольчих справ        |                 | УПСР                               |         | Ковалевський Микола Миколайович  |
| міністр шляхів                    |                 |                                    |         | Єщенко Володимир Дмитрович       |
| міністр пошти і телеграфу         |                 | УПСР                               |         | Шаповал Микита Юхимович          |
| міністр морських справ            |                 | УСДРП                              |         | Антонович Дмитро Володимирович   |
| заступник міністра фінансів       |                 | УСДРП                              |         | В. Мазуренко                     |
| міністр освіти                    |                 | (незалежний соціал-демократ)       |         | Стешенко Іван Матвійович         |
| товариш міністра освіти           |                 | УПСФ                               |         | П. Холодний                      |
| міністр торгу і промисловості     |                 | УПСР                               |         | Голубович Всеволод Олександрович |
| міністр великоруських справ       |                 | (рос. народно-соц. партія)         |         | Д. Одинець                       |
| міністр жидівських справ          |                 | (єврейське об'єднання соц. партій) |         | Моше Зільберфарб                 |
| міністр польських справ           |                 | (поль. дем. центр.)                |         | Міцкевич Мечислав Казимирович    |
| державний контролер               |                 | (єврейський «Бунд»)                |         | Золотарьов Олександр Йосипович   |
| державний писар                   |                 |                                    |         | Мірний Іван Іванович             |

Цей кабінет був коаліцією УСДРП, УПСР, УПСФ і національних меншостей.
Унаслідок внутрішньої кризи в УСДРП і УПСР щодо довір'я до кабінету Винниченка, останній 30 січня 1918 подався на димісію, і була утворена нова Рада Народних Міністрів у поміркованому складі з опозиційних елементів тих же партій.

## Уряд Голубовича від 18 січня 1918
| Посада                             | Час повноважень | Партія             | Портрет | Ім'я                             |
| голова і міністр закордонних справ |                 | УПСР               |         | Голубович Всеволод Олександрович |
| міністр військових справ           |                 | УПСР               |         | Іван Немоловський                |
| міністр внутрішніх справ           |                 | УПСР               |         | Христюк Павло Оникійович         |
| міністр фінансів                   |                 | (близький до УПСР) |         | С. Перепелиця                    |
| міністр шляхів                     |                 | (близький до УПСР) |         | Сокович Євген Олександрович      |
| міністр продовольчих справ         |                 | (близький до УПСР) |         | Ковалевський Микола Миколайович  |
| міністр освіти                     |                 | (близький до УПСР) |         | Григоріїв Никифір Якович         |
| міністр хліборобства               |                 | (близький до УПСР) |         | Терниченко Аристарх Григорович   |
| міністр судових справ              |                 | УСДРП(н)           |         | Ткаченко Михайло Степанович      |
| міністр морських справ             |                 |                    |         | Антонович Дмитро Володимирович   |
| міністр пошти і телеграфу          |                 | (позапартійний)    |         | Сидоренко Григорій Микитович     |

8 лютого (26 січня) 1918, у зв'язку із стрімким розгортанням збройного конфлікту між УНР та Радянською Росією, Рада Народних Міністрів разом із Центральною Радою була змушена евакуюватись із Києва. При цьому частина міністрів відмовилась покидати столицю. В евакуації було організовано новий склад РНМ, до якого увійшли:
| Посада                      | Партія   | Портрет | Ім'я                      |
| Голова РНМ                  | УПСР     |         | В. О. Голубович           |
| Міністр закордонних справ   | УПСР     |         | М. Любинський             |
| Міністр військових справ    |          |         | О. Т. Жуківський          |
| Міністр внутрішніх справ    | УСДРП(н) |         | М. С. Ткаченко            |
| Міністр земельних справ     | УПСР     |         | М. Ковалевський           |
| Міністр судових справ       | УПСФ     |         | С. П. Шелухін             |
| Міністр фінансів            |          |         | Климович Петро Титович    |
| Міністр пошт і телеграфу    |          |         | Г. М. Сидоренко           |
| Міністр народної освіти     | УПСФ     |         | В. К. Прокопович          |
| Міністр шляхів сполучення   |          |         | Є. О. Сокович             |
| Міністр праці               | УСДРП    |         | Михайлів Леонід Дмитрович |
| Міністр торгівлі і промислу | УПСФ     |         | І. А. Фещенко-Чопівський  |
| Міністр харчових справ      |          |         | Коліух Д. В.              |
| Державний контролер         | УПСФ     |         | О. Г. Лотоцький           |
| Державний секретар          | УПСР     |         | П. О. Христюк             |

Безпосередньо перед гетьманським переворотом члени УПСФ вийшли з Ради Народних Міністрів.
Згідно з конституцією УНР, ухваленою 29 квітня 1918, Рада Народних Міністрів була «вищою виконавчою владою» в УНР; її мав творити голова Всенародних Зборів у порозумінні з Радою Старшин, а затверджувати Збори. Рада Народних Міністрів була індивідуально і колективно відповідальна перед Зборами, які могли висловити Раді Народних Міністрів і окремим членам вотум недовір'я. Члени Всенародних Зборів під час перебування в Раді Народних Міністрів мали тільки дорадчий голос на сесіях Зборів.
Утворений виконавчий орган влади за гетьмана П. Скоропадського мав назву Ради Міністрів.
За Директорії УНР була відновлена Рада Народних Міністрів, яка в принципі мала творитися і діяти у дусі конституційних засад Української Центральної Ради.
Трудовий Конгрес оформив тимчасовий конституційний статус Ради Народних Міністрів, визначаючи її як «виконавчу владу УНР», яка запрошується Директорією і в час між сесіями Конгресу є відповідальна перед нею. Директорія була наглядовим і вищим законодавчим органом щодо Ради Народних Міністрів; остання мала завдання опрацьовувати законопроєкти. Але в практиці були часті розходження щодо компетенцій між Директорією і Радою Народних Міністрів, бо перша втручалася у практичну політику і навіть в адміністрацію.

## Уряд Чехівського від 26 грудня 1918
26 грудня 1918 р. було утворено перший уряд Директорії, який очолив соціал-демократ В. Чехівський. В уряді було 6 соціал-демократів, по 4 соціал-революціонери і соціал-самостійники, 3 соціал-федералісти, один єврейський соціал-демократ і один безпартійний.
За цього уряду було проведено Конгрес Трудового Народу України, проголошено Акт Злуки УНР і ЗУНР.
Перші тижні діяльності уряду були періодом найвищого тріумфу Директорії, а далі її сили невпинно занепадали. Розпочалася інтервенція більшовицьких військ в Україну (17 листопада 1918 р. в Курську було створено Українську революційну військову раду, а 20 листопада — Тимчасовий робітничо-селянський уряд України). 3 січня 1919 р. червоні війська зайняли Харків, більшовицька республіка отримала офіційну назву — Українська Соціалістична Радянська Республіка (УСРР).
Голова українського уряду В. Чехівський надіслав три ноти (31 грудня, 3 і 4 січня) до Ради Народних Комісарів Росії із запитанням: «З яких причин російське совітське військо робить наступ на територію УНР?». У відповідь 6 січня 1919 р. до Києва надійшла радіотелеграма, підписана народним комісаром закордонних справ Г. Чичеріним, в якій демагогічно заявлялось: «Ніякого війська Радянської Росії на Україні немає. Військова акція на українській території проводиться між військами Директорії і військами Українського Совітського Уряду, який є цілком незалежним». До Москви виїхала для ведення переговорів українська делегація на чолі С. Мазуренком. Доки велись переговори, тривав наступ більшовицьких військ. І лише на сорок другий день неоголошеної агресії — 16 січня уряд та Директорія офіційно оголосили стан війни з РСФРР. Але сили були нерівними, і 2 лютого уряд переїхав до Вінниці.
Продовжуються безуспішні пошуки надійної зовнішньополітичної підтримки. Державна нарада у Вінниці ухвалила рішення про переговори з Антантою. На вимогу Антанти про виведення із Директорії В. Винниченка, С. Петлюри як головних провідників більшовицького курсу 9 лютого В. Винниченко виходить із Директорії, С. Петлюра — із соціал-демократичної партії, а уряд В. Чехівського подає у відставку.
| Посада                                    | Час повноважень | Партія      | Портрет                        | Ім'я                                                            |
| голова і міністр закордонних справ        |                 | УСДРП       | Володимир Мусійович Чехівський | Чехівський Володимир Мусійович                                  |
| міністр військових справ                  |                 |             | Олександр Вікторович Осецький  | Осецький Олександр Вікторович, згодом Греків Олександр Петрович |
| міністр внутрішніх справ                  |                 | УПСР        | Мицюк Олександр Корнійович     | Мицюк Олександр Корнійович                                      |
| міністр фінансів                          |                 |             |                                | Мазуренко Василь Петрович                                       |
| міністр шляхів                            |                 | УНРП        | Пилипчук Пилип Каленикович     | Пилипчук Пилип Каленикович                                      |
| міністр продовольчих справ                |                 | УСДРП       |                                | Мартос Борис Миколайович                                        |
| міністр освіти                            |                 |             |                                | Холодний Петро Іванович, невдовзі — Огієнко Іван Іванович       |
| міністр земельних справ                   |                 |             |                                | Шаповал Микита Юхимович                                         |
| міністр юстиції                           |                 |             |                                | Шелухін Сергій Павлович                                         |
| міністр морських справ                    |                 |             |                                | Білинський Михайло Іванович                                     |
| міністр пошти і телеграфу                 |                 | УПСР        |                                | Штефан Іван Дем'янович                                          |
| міністр торгівлі й промисловості          |                 | УПСР        |                                | Остапенко Сергій Степанович                                     |
| міністр мистецтва                         |                 |             |                                | Антонович Дмитро                                                |
| міністр народного здоров'я                |                 | УСДРП       |                                | Матюшенко Борис Павлович                                        |
| міністр праці                             |                 |             |                                | Михайлів Леонід Дмитрович                                       |
| міністр преси і пропаганди                |                 | УСРП        |                                | Назарук Осип                                                    |
| міністр жидівських справ                  |                 | Поалей-Ціон |                                | Ревуцький Аврам                                                 |
| керуючий управлінням культів              |                 | УПСС        | Липа Іван Львович              | Липа Іван Львович                                               |
| виконувач обов'язків державного секретаря |                 |             |                                | Сніжко Ілля Михайлович, згодом Корчинський Михайло Агафонович   |
| державний контролер                       |                 | УПСС        |                                | Симонів Дмитро Львович                                          |

Це була широка коаліція нац. партій, які згуртувалися за гетьманату в Укр. Нац. Союзі і підтримали повстання. В уряді переважали соц. партії.

## Уряд Остапенка від 13 лютого 1919
Щоб створити можливість для переговорів між Директорією і Антантою про допомогу у війні проти більшовиків, 13 лютого 1919 у Вінниці сформовано Раду Народних Міністрів без чл. УСДРП та УПСР у складі:
| Посада                      | Час повноважень | Партія               | Портрет | Ім'я                                      |
| голова                      |                 | (вийшов із УПСР)     |         | Остапенко Сергій Степанович               |
| міністр закордонних справ   |                 | (УПСФ)               |         | Мацієвич Костянтин Андріанович            |
| міністр внутрішніх справ    |                 | (УНРП)               |         | Чижевський Григорій Павлович              |
| міністр військових справ    |                 | (соціал-самостійник) |         | Шаповал Олександр Андрійович              |
| міністр морських справ      |                 |                      |         | Білинський Михайло Іванович               |
| міністр господарства        |                 |                      |         | Фещенко-Чопівський Іван Адріянович        |
| міністр фінансів            |                 | (соціал-самостійник) |         | Кривецький Михайло Єремійович             |
| міністр земельних справ     |                 | (УНРП)               |         | Архипенко Євген Порфирович                |
| міністр освіти              |                 |                      |         | Огієнко Іван                              |
| міністр віровизнання        |                 |                      |         | Липа Іван Львович                         |
| міністр юстиції             |                 |                      |         | Маркович Дмитро Васильович                |
| міністр народного здоров'я  |                 |                      |         | Корчак-Чепурківський Овксентій Васильович |
| міністр шляхів              |                 |                      |         | Пилипчук Пилип Каленикович                |
| міністр преси та інформації |                 | УСРП                 |         | Назарук Осип Тадейович                    |
| державний секретар          |                 |                      |         | Корчинський Михайло Агафонович            |
| державний контролер         |                 | УПСС                 |         | Симонів Дмитро Львович                    |

Це був уряд з правіших та позапартійних елементів — фахівців. Одночасно з Директорії вийшов Володимир Винниченко, а її головою став Симон Петлюра, який залишив УСДРП.

## Уряд Мартоса від 9 квітня 1919
Після невдалих переговорів з Антантою, які викликали недовір'я серед ліво настроєної більшості до уряду Остапенка, 9 квітня 1919 у Рівному була сформована нова Рада Народних Міністрів із чл. УСДРП, УПСР та зах.-укр. соціалістів у складі:
- гол. і мін. фінансів — Мартос Борис Миколайович
- заступник гол. і юстиції — А. Лівицький (УСДРП)
- міністри:
  - закордонні справи — В. Темницький (гал. УСДП)
  - внутр. — І. Мазепа (УСДРП)
  - військ. — Г. Сиротенко (УПСР) з липня — В. Петрів
  - морськ. — М. Злобін
  - шляхи — М. Шадлун (УСДРП)
  - праці — О. Безпалко (бук. УСДП)
  - народного здоров'я — М. Білоус (УСДРП і гал. УСДП), пізніше Дмитро Одрина (УПСР)
  - зем. оправи — М. Ковалевський, згодом мін. нар. господарства став Т. Черкаський (УПСР)
  - пошта і телеграф — І. Паливода (УПСР)
  - освіта — А. Крушельницький (гал. радикал), пізніше Н. Григоріїв
  - віровизнання — Мирович Костянтин Костянтинович
  - жидівських справ — П. Красний (Поалей-Ціон)
  - держ. секретар — І. Лизанівський (УПСР).

## Уряд Мазепи від 29 серпня 1919 року
У кін. серпня 1919 Рада Народних Міністрів була переформована під головуванням
- Ісаака Мазепи;
- ін. зміни в складі уряду:
  - закордонних справ — А. Лівицький (УСДРП)
  - нар. господарство — Шадлун Микола Якимович
  - преса і пропаганда — Черкаський Теофан
  - шляхи — С. Тимошенко (УСДРП)
  - віровизнання — Огієнко Іван
  - військ. — з листопада 1919 — В. Сальський.

Після укладення Варшавського договору з Польщею уряд Ісаака Мазепи димісіонував.

## Уряд Прокоповича від 26 травня 1920
Сформований 26 травня 1920 р. після димісії (відставки) уряду І.Мазепи.
| Посада                             | Партія           | Портрет | Ім'я                               |
| голова                             |                  |         | Прокопович В'ячеслав Костянтинович |
| заступник голови і міністр юстиції |                  |         | Лівицький Андрій Миколайович       |
| міністр закордонних справ          | (УПСФ)           |         | Ніковський Андрій Васильович       |
| міністр внутрішніх справ           | (УПСФ)           |         | Саліковський Олександр Хомич       |
| міністр військових справ           |                  |         | Сальський Володимир Петрович       |
| міністр народного господарства     |                  |         | Архипенко Євген Порфирович         |
| міністр фінансів                   | (позапартійний)  |         | Барановський Христофор Антонович   |
| міністр земельних справ            |                  |         | Мазепа Ісаак Прохорович            |
| міністр освіти                     |                  |         | Холодний Петро Іванович            |
| міністр віровизнання               |                  |         | Огієнко Іван                       |
| міністр народного здоров'я         | (поль. меншість) |         | Станіслав Стемповський             |
| міністр шляхів                     |                  |         | Тимошенко Сергій Прокопович        |
| міністр пошт і телеграфів          | (позапартійний)  |         | Косенко Іларіон Федорович          |
| державний секретар                 |                  |         | Оніхімовський Віктор Павлович      |

Це був останній уряд, що ще діяв на частині українських земель; за партійним окладом був поміркований, складався в більшості з правих соціал-демократів, УПСФ і позапартійних.
З початку 1921 уряд УНР став екзильним. Раду Народних Міністрів очолювали В. Прокопович, П. Пилипчук, А. Лівицький. Після того, як обов'язки голови Директорії перебрав А. Лівицький (1926), кабінет очолював з незначними змінами аж до 1939 В. Прокопович. Члени уряду перебували в осередках найбільшого скупчення політичної еміграції — у Варшаві, Празі й Парижі.